# Sofiane Bencharif
Sofiane Bencharif (en arabe : سفيان بن شريف) est un footballeur franco-algérien né le 11 août 1986 à Ollioules (Var, France). Il évolue au poste d'attaquant avec l'Olympique de Béja.
En juin 2015, il rejoint le Sporting Toulon Var en CFA 2.

## Carrière
- Avant 2009 : MC Alger
- 2009-2010 : Entente sportive de Sétif
- 2010-2011 : Olympique de Béja
- 2011-2012 : WA Tlemcen

## Palmarès
- Coupe d'Algérie de football : 2010
- Coupe nord-africaine des clubs champions : 2009